# Geoffrey de Burgh

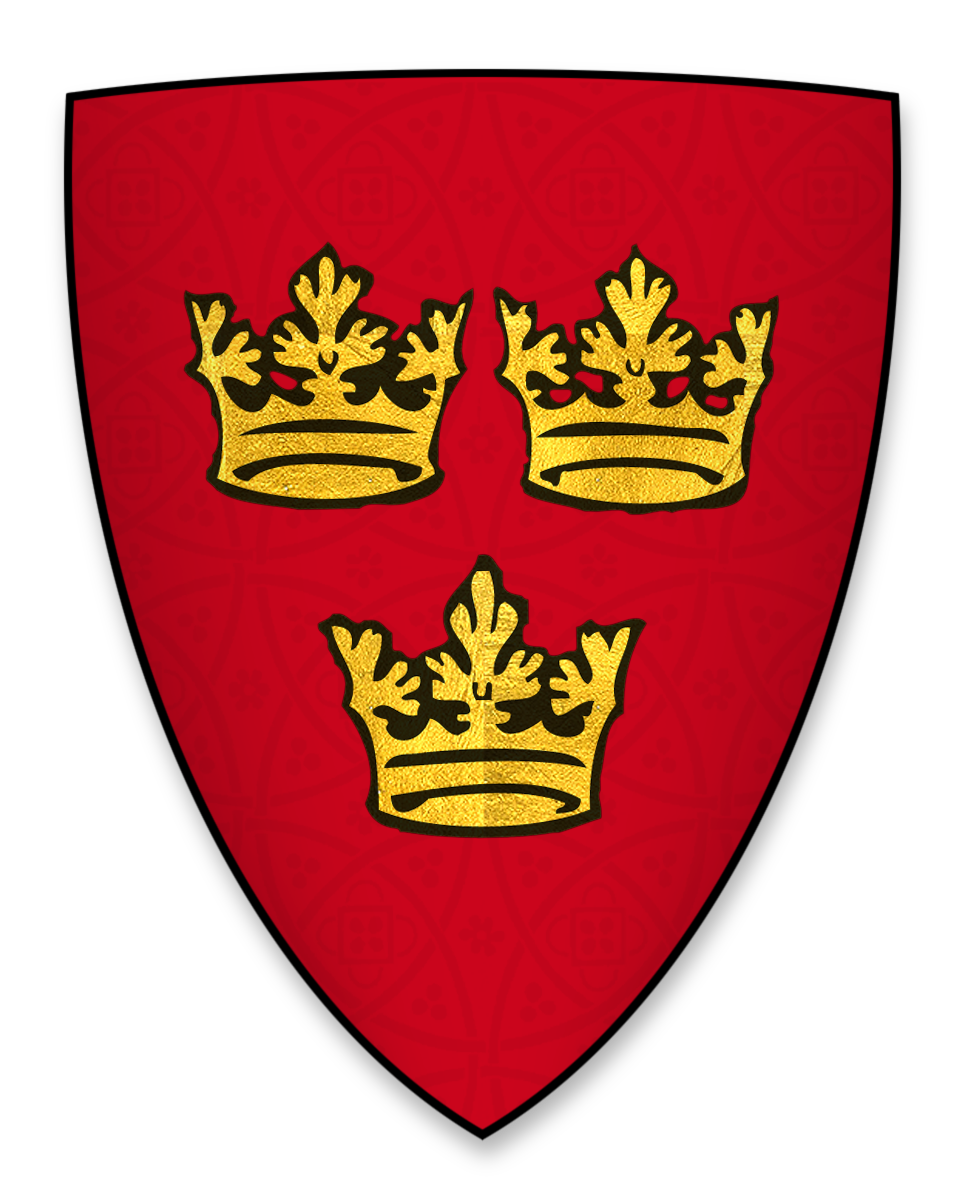
Wappen von Geoffrey de Burgh (1215)

Geoffrey de Burgh (* unsicher: um 1180; † 17. Dezember 1228) war ein Bischof der englischen Diözese Ely.

## Herkunft und geistliche Karriere
Geoffrey de Burgh war der dritte oder vierte Sohn eines Ritters aus Norfolk. Der Name seines Vaters ist unbekannt, von seiner Mutter ist nur der Vorname Alice überliefert. Sein älterer Bruder war der spätere Justiciar Hubert de Burgh. Da Geoffrey 1200 Archidiakon wurde und damit volljährig war, muss er spätestens um 1180 geboren worden sein. Über seine Jugend ist fast nichts bekannt, außer dass er wahrscheinlich keine besondere Erziehung und Ausbildung erhielt und wohl auch keine Universität besuchte. Anders als seine Brüder, die in den Dienst der englischen Könige traten, begann Geoffrey eine geistliche Laufbahn. Dabei förderte ihn sein Bruder Hubert, der unter König Johann Ohneland Karriere machte. Dass Geoffrey zeitweise im Schatzamt tätig war, kann nicht belegt werden und gilt als unwahrscheinlich. Stattdessen erhielt er von Philipp von Poitou, dem Bischof von Durham, die Pfarrstelle von Heighington im County Durham, später erhielt er auch die Pfarrstelle von Itteringham in Norfolk. Als die Diözese Norwich 1200 vakant war, nutzte König Johann sein Recht, während der Vakanz Ämter zu vergeben und ernannte im Sommer 1200 Burgh zum Archidiakon von Norwich. Vor 1214 erhielt Burgh noch eine Kanonikerstelle in Salisbury.

## Bischof von Ely
Nach dem Tod von Bischof Eustace von Ely 1215 wählten die Mönche des Kathedralpriorats Geoffrey de Burgh zum neuen Bischof, wobei sie vermutlich von König Johann und von Hubert de Burgh beeinflusst wurden. Einige unzufriedene Mönche wählten jedoch in einer anderen Wahl Master Robert of York, einen Beamten des verstorbenen Eustace, ebenfalls zum Bischof. Der König lehnte diese Wahl ab, übergab aber dennoch Robert im Juni 1215 die Temporalien der Diözese. Robert behielt diese bis März 1216, und bis mindestens 1217 hatte er auch die geistliche Führung der Diözese. Im Mai 1219 erklärte Papst Honorius III. beide Wahlen für ungültig, worauf John, der Abt der Zisterzienserabtei Fountains in Yorkshire zum neuen Bischof gewählt wurde. John of Fountains starb am 6. Mai 1225, und kurz darauf wurde Geoffrey de Burgh, der bislang seine anderen geistlichen Ämter beibehalten hatte, zum neuen Bischof gewählt. Seine erneute Wahl hatte er wieder seinem Bruder Hubert zu verdanken. Am 2. Juni wurden ihm die Temporalien übergeben, und am 29. Juni wurde er zum Bischof geweiht.
Während seiner kurzen Amtszeit kam es in seiner Diözese zu keinen besonderen Vorkommnissen. Er erließ die ältesten bekannten Statuten des Hospitals of St Mary Magdalene in Ely. Seinem Kathedralpriorat vermachte er seine Messgewänder und sein silbernes Messgeschirr sowie Landbesitz in Wisbech in Cambridgeshire. Er wurde in der Kathedrale von Ely beigesetzt.